# Oton I. Veliki
Oton I. (njemački Otto I.) (* 23. studenog 912. u Wallhausenu; † 7. svibnja 973. u Memlebenu), saski vojvoda i rimsko-njemački kralj (936. – 962.), rimsko-njemački car (962. – 973.). Česti naziv Oton Veliki potječe od srednjovjekovnog povjesničara Otta von Freisinga te nije suvremen. Njegovom krunidbom za cara Sveto Rimsko Carstvo je postalo carstvom.

## Prijestolonasljednik
Oton je bio sin kralja Henrika I. i svete Matilde te brat Gerberge od Saske. O njegovoj mladosti nije ništa poznato, ali je vjerojatno dobio vojničku izobrazbu. Oton prema predaji nije znao latinski i tek ga je kasnije naučio čitati i pisati. Prva ratna iskustva Oton je stekao na istočnoj granici Kraljevstva u borbi protiv slavenskih plemena.
930. Oton se vjenčao s Eadgyth, polusestrom anglosaskog kralja Æthelstana.

## Dolazak na vlast
Nakon smrti svoga oca Henrika I. Otona su njemački velikaši izabrali za kralja. Pomazan je i okrunjen 7. kolovoza 936. u Aachenu. Oton je na krunidbi nosio franačku odjeću i time se svjesno pozvao na tradiciju Karla Velikog.

## Sukobi u kraljevskoj obitelji i ustanci uSaskoji Kraljevstvu, ratovi protivSlavenaiMađara
No još i prije Otonove krunidbe došlo je do sukoba unutar kraljevske obitelji. Otonova majka Matilda htjela je naime da kralj postane njen mlađi sin bavarski vojvoda Henrik, a ne Oton. Oton je stoga dao u vrijeme svoje krunidbe Henrika internirati, a majku je lišio svakog utjecaja na državne poslove.
Neposredno nakon krunidbe došlo je do ustanka u Saskoj. Tamo su naime umrli mnogi značajni velikaši, a Oton je tada njihova imanja dao sebi vjernim velikašima. To je pogodilo one velikaše koji su bili pouzdanici njegove majke. Zbog toga su se mnogi saski velikaši odlučili na vojni ustanak protiv kralja. Pridružili su im se i Otonov polubrat Thankmar, a kasnije i Otonov mlađi brat Henrik. Nakon što je nekoliko puta vojnički pobijedio Henrika i dao ga zatvoriti, Oton se 941. izmirio s bratom kao i sa svojom majkom koja je podupirala Henrika protiv Otona. oton je morao gušiti i ustanke drugih velikaša. Razlozi za te ustanke bio je Otonov stil vladanja. On je naime vojvodstva i plemićka imanja smatrao kraljevskim domenama te ih je zauzimao i dijelio po volji nimalo ne poštujući zahtjeve za nasljedstvom koje su postavljali članovi obitelji umrlog velikaša kao niti plemićku hijerarhiju. U borbi protiv velikaša Oton se oslanjao na Crkvu iskoristivši njezin antagonizam prema teritorijalnoj vlasti njemačkih vojvoda. Već od početka svoje vladavine on je, bez obzira na papu ili pretenzije vojvoda, svugdje postavljao biskupe po svojoj volji, tako da su njemačkim biskupijama najčešće upravljali biskupi koji su svoj položaj imali zahvaliti njemu, a mnogi od njih bili su članovi njegove bliže ili dalje obitelji. Jačanje biskupija, njihovo bogatstvo i neposredna podvrgnutost kralju omogućila je Otonu da iznutra oslabi jedinstvenost područja njemačkih nacionalnih vojvodstava (Saske, Frankonije, Bavarske, Švapske i Lotaringije), a nakon sloma njihovih ustanaka da onemogući ili bar uspori njihovo ponovno osamostaljivanje.
U Njemačkoj je međutim došlo do novih pobuna protiv Otona. Njihovo ishodište bilo je suparništvo između Otonova najstarijega sina Liudolfa i Otonova mlađeg brata Henrika Bavarskog. Zbog toga je izbio izvanredno razoran građanski rat koji je potrajao više od godinu dana. Završio je Otonovom pobjedom i dalekosežnom preraspodjelom posjeda i dostojanstava na štetu Otonovih protivnika i u korist njegovih pristalica. Najistaknutije položaje Oton je u još većoj mjeri koncentrirao u rukama članova svoje obitelji.
Još za trajanja građanskog rata Mađari su obnovili provale u Njemačku. Iscrpljenost cijele zemlje nakon završetka borbi omogućila im je nove nalete. Godine 954. oni su bili osobito strašni. Iduće godine 955. Mađari su s još jačim snagama provalili u Njemačku i počeli pustošiti veliki dio zemlje. Izuzetno velika opasnost od Mađara navela je njemačke velikaše da velikim snagama priteknu u pomoć kralju. Tako ojačana, Otonova vojska je 15. kolovoza 955. u Bitci na Leškom polju južno od Augsburga gotovo potpuno uništila mađarsku invazorsku vojsku. Otada mađarske invazije u Srednju i Zapadnu Europu prestaju, a taj nomadsko-stočarski i ratnički narod prelazi na sjedilački, agrarni način života u Panonskoj nizini te uskoro prima i kršćanstvo.
Poslije pobjede nad Mađarima Oton je odlučio zadati odlučan udarac i Polapskim Slavenima (Slavenima naseljenima oko rijeke Labe). Ali dok je borba s Mađarima bila obrambeni rat, rat protiv Slavena bio je osvajački rat popraćen neviđenim razaranjima i okrutnostima njemačke vojske. U osvojena slavenska područja sistematski se naseljavaju njemački kolonizatori. Upokoravanju slavenskoga stanovništva imalo je pridonijeti i širenje kršćanstva. Još od 937. jedan od centara za širenje kršćanstva u slavenske zemlje postao je Magdeburg na lijevoj obali rijeke Labe u kojem će Oton ubrzo osnovati nadbiskupiju. U vrijeme najžešćih mađarskih provala u Njemačku (954. i 955.) Polapski su Slaveni pokušali zbaciti njemačku vlast novim ustankom, ali su Nijemci uz velike gubitke uspjeli ugušiti ustanak nakon čega su izvršili krajnje okrutne pokolje. Ta zvjerstva onemogućila su nove oslobodilačke pokrete Slavena za punih 25 godina.

## Vanjska politika
Otonova vanjska politika počela je još krunidbom u Aachenu. Aachen se naime nalazio u Lotaringiji na koju su polagali pravo francuski kraljevi. I Oton je predstavljajući se kao nasljednik Karla Velikog. Francuski kralj Luj IV. iskoristio je ustnak Otonova mlađeg brata Henrika i pokušao 940. osvojiti Lotaringiju, ali bezuspješno. Tom neuspjehu nije toliko pridonijela Otonova vojnička snaga koliko činjenica da je Lujev unutarnjopolitički rival Hugo bio oženjen Otonovom sestrom Hedwigom.
Oton se umiješao i u unutarnje prilike Zapadne Franačke (Francuske) nastupajući kao posrednik u sukobima između Luja IV. i Huga. Više članova francuske kraljevske obitelji bili su više puta gosti na Otonovim dvorskim slavljima što je samo povećavalo njegov prestiž.
Nakon smrti burgundskog kralja Rudolfa II. godine 937. doveo je Oton njegova maloljetnog sina Konrada na svoj dvor kako bi spriječio da Burgundiju preuzme Hugo od Arlesa koji se odmah vjenčao s Rudolfovom udovicom, a svoga sina Lotara zaručio s njegovom kćeri Adelheid. Nakon Hugove smrti 947. ili 948. pobrinuo se Oton da dijelovi Hugova kraljevskog dobra u Provansi i na rijeci Rhôni dobije Burgundija što je samo ojačalo njegove veze i utjecaj na tu zemlju.
I u Bizantu su smatrali Otona najistaknutijim zapadnoeuropskim vladarom.

## Car
Svi ti Otonovi vanjski i unutarnji uspjesi znatno su ojačali njegovu moć i ugled tako da je njegovo nastojanje da postane car steklo znatne izglede za uspjeh. Prilika za to došla je vrlo brzo. Naime, nakon smrti burgunskoga kralja Lotara godine 950. Berengar od Ivreje zatočio je njegovu udovicu Adelheid i sam se proglasio kraljem. Berengarovi protivnici te Adelheid, koja je uspjela pobjeći u Njemačku, pozvali su na to u pomoć Otona koji je tako 951. pošao na svoj prvi vojni pohod na Italiju. Osvojivši bez problema Italsko kraljevstvo, Oton se vjenčao s Adelheid (prva žena mu je u međuvremenu umrla) i preuzeo titulu kralja Italije.
U kolovozu 961. Oton je poduzeo drugi vojni pohod na Italiju protiv Berengara od Ivreje. Gornju Italiju osvojio je bez borbi, a Berengar se povukao u svoje utvrde.
U siječnju 962. Oton je s vojskom ušao u Rim gdje ga je papa Ivan XII. 2. veljače u bazilici sv. Petra okrunio za cara. S njim je kao suvladarica bila okrunjena i njegova žena Adelheid što je najvjerojatnije prva zabilježena krunidba neke carice u Zapadnoj Europi. Otona se zato smatra pravim osnivačem Svetog Rimskog Carstva jer nijedan car prije njega nije bio iz njemačke vladarske obitelji. Zato se i razdoblje njemačke povijesti od 962. pa sve do kraja Svetog Rimskog Carstva 1806. zove razdobljem Prvog Carstva (Erstes Reich).
Oton je kao car postao zaštitnikom Crkve. Papinstvo je dapače palo u ovisnost o njemu. Oton je naime izdao ispravu prema kojoj je svaki izabrani papa morao dobiti njegovu potvrdu i nije smio bez njegove dozvole biti posvećen.
To se nije svidjelo papi Ivanu XII. koji je počeo intrigirati protiv cara tako da je sin Berengara od Ivreje Adalbert zauzeo Rim. Oton je odgovorio ponovnim zauzećem Rima te je dao svrgnuti Ivana XII. i za novoga papu izabrati Leona VIII. I Berengar je u međuvremenu kapituliarao pred Otonovom vojskom. Kad je Oton u siječnju 964. opet napustio Rim u njemu se pojavio svrgnuti papa Ivan XII. koji je dao da ga sinoda biskupa iz Rima i okolice ponovo postavi za papu te svrgne Leona VIII. Oton je ponovo umarširao u Rim i ponovo na papinski tron vratio Leona VIII. Osiguravši tako carsku krunu Oton se 965. vratio u Njemačku.
Godine Capua i Benevent dolaze pod carsku vlast.

## Posljednje godine vladanja
U Njemačkoj je Oton organizirao više reprezantativnih dvorskih proslava (Hoftage) kako bi pokazao sav sjaj svoje carske vlasti. 965. Oton je osnovao nadbiskupiju Magdeburg, ali za to mu je trebala papinska potvrda. Ali u Rimu je opet došlo do nemira jer je nasljednika umrlog Leona VIII. Ivana XIII. rimska opozicija protjerala iz Rima našto je on u pomoć pozvao cara.
Na Božić 966. Oton je opet došao u Rim, vratio Ivana XIII. na papinski tron i zajedno s njim kasnio ustanike. Papa je 967. potvrdio osnutak nadbiskupije Magdeburg. Iste je godine car odredio svoga sina Otona II. za nasljednika. 968. – 970. Oton je vodio rat protiv Bizanta jer je Bizant polagao prava na južnu Italiju čiji su velikaši priznali Otona za svoga vladara. Rat je završio primirjem i vjenčanjem Otonova sina Otona II. s bizantskom princezom Theofano. Nakon svoga povratka iz Italije Oton je održao sjajnu dvorsku proslavu u Quedlinburg na koju su došli poslanici iz gotovo cijelog tada poznatog svijeta.
Oton I. umro je na vrhuncu moći 7. svibnja 973. u Memblenu. Pokopan je u katedrali u Magdeburgu. Naslijedio ga je sin Oton II.

## Značaj
Oton I. Veliki jedan je od najznačajnijih europskih i njemačkih srednjovjekovnih vladara. On je i fizički i duhovno bio veoma impozantna ličnost. Suvremeni kroničari prikazuju ga u svemu nalik na Karla Velikog, jer se i njegovim tjelesnim izgledom, sklonostima i naravi htjelo dokazati legalitet njegova carskog dostojanstva.
U vrijeme Otona Velikog i njegovih nasljednika došlo je i do procvata kulture u Njemačkoj (Otonska renesansa).

## Djeca
Od otmjene žene slavenskog podrijetla:
- Wilhelm († 968), nadbiskup Mainza

S Eadgyth:
- Liudolf (930. – 957.), vojvoda Švapske
- Liutgard (931. – 953.) – 947. vjenčala se s vojvodom Lotaringije Konrad Crvenim

S Adelheid od Burgundije:
- Henrik, rođ. krajem 952./početkom 953., † 7. travnja 954.
- Brun, rođ. krajem 953./početkom 954., † 8. rujna 957.
- Mathilde, opatica u Quedlinburgu
- Oton II. (955. – 983.), njemačko-rimski car